# Маркус Альбек
Маркус Альбек (швед. Marcus Allbäck; нар. 5 липня 1973, Гетеборг, Швеція) — шведський футболіст, що грав на позиції нападника. По завершенні ігрової кар'єри — футбольний тренер. Наразі входить до тренерського штабу національної збірної Швеції.

## Клубна кар'єра
У дорослому футболі дебютував 1992 року виступами за команду клубу «Ергрюте», в якій провів п'ять сезонів, взявши участь у 139 матчах чемпіонату.
Згодом з 1997 по 2002 рік грав у складі команд данського «Люнгбю», італійського «Барі», шведського «Ергрюте» та нідерландського «Геренвена».
Своєю грою за останню команду привернув увагу представників тренерського штабу англійського клубу «Астон Вілла», до складу якого приєднався 2002 року. Відіграв за команду з Бірмінгема наступні два сезони своєї ігрової кар'єри.
Протягом 2004—2005 років захищав кольори німецької «Ганзи».
2005 року уклав контракт з данським «Копенгагеном», у складі якого провів наступні три роки своєї кар'єри гравця. Більшість часу, проведеного у складі «Копенгагена», був основним гравцем атакувальної ланки команди. У складі «Копенгагена» був одним з головних бомбардирів команди, маючи середню результативність на рівні 0,38 голу за гру першості.
Протягом 2008—2009 років знову захищав кольори команди клубу «Ергрюте», після чого вирішив завершити професійну кар'єру футболіста. За два роки, у 2011, повернувся до цієї команди, провівши у її складі одну офіційну гру.

## Виступи за збірну
1999 року дебютував в офіційних матчах у складі національної збірної Швеції. Протягом кар'єри у національній команді, яка тривала 10 років, провів у формі головної команди країни 74 матчі, забивши 30 голів.
У складі збірної був учасником трьох чемпіонатів чемпіонатів Європи та двох чемпіонатів світу.

## Кар'єра тренера
Розпочав тренерську кар'єру 2009 року, увійшовши до тренерського штабу національної збірної Швеції, в якому працює і досі.

## Титули і досягнення

### Командні
- Володар Кубка Швеції (1):

«Ергрюте»: 2000

### Особисті
- Найкращий бомбардир чемпіонату Швеції (1):

1999